# 梅茜·洛克伍德
梅茜·洛克伍德（Maisie Lockwood）是侏罗纪公园系列中登场的一位女性虚构人物。她在系列第五部电影，也是《侏罗纪世界》三部曲中第二部的《侏罗纪世界2》（2018年上映）中首次亮相。J·A·巴亚纳作为这部电影的导演选定伊莎贝拉·瑟蒙（Isabella Sermon）饰演梅茜一角。梅茜是《侏罗纪世界》三部曲的三大主角之一，另外两位主角分别是她的养父母欧文·格雷迪（克里斯·帕拉特饰演）和克莱尔·迪林（布莱丝·达拉斯·霍华德饰演）。她曾与已故的外祖父本杰明·洛克伍德爵士（Sir Benjamin Lockwood）生活在一起。本杰明·洛克伍德爵士曾是约翰·哈蒙德博士的商业伙伴。她同样也是遗传学家夏洛特·洛克伍德（Charlotte Lockwood）的生物遗传学女儿。
在《侏罗纪世界2》中，梅茜·洛克伍德最初被描绘成本杰明·洛克伍德的外孙女，但在后来的剧情发展中透露，她实际上是本杰明已故女儿的克隆体。联合编剧科林·特雷沃罗将克隆人概念引入该系列电影，以探索基因技术带来的影响。这部电影是演员伊莎贝拉·瑟蒙的电影处女作，她在续集《侏罗纪世界3》（2022年上映）中再次扮演了这一角色。在影片中，她与欧文训练过的迅猛龙“布鲁”（Blue）的无性繁殖后代“贝塔”（Beta）建立了亲密的联系。后来，她和贝塔被Biosyn绑架进行研究，促使欧文和克莱尔开始进行救援任务。在Biosyn的实验室，梅茜得知她自己不仅是夏洛特的克隆人，而且还是夏洛特通过无性繁殖方式孕育下来的，这也使她们俩成为了母女关系。特雷沃罗是《侏罗纪世界3》的导演兼联合编剧，他表示梅茜作为夏洛特的女儿这一角色是他一直在计划中的。梅茜同样也是《梅茜·洛克伍德历险记》系列小说的主角，该书由作家泰丝·夏普创作，故事发生在两部电影之间。
评论家对梅茜·洛克伍德的评价褒贬不一，但都表示很满意。虽然她的克隆人身份、随故事发展不断揭开的身世背景以及整体性格受到了褒贬不一的评价，但演员伊莎贝拉·瑟蒙的表现却广受好评，有些人认为梅茜是侏罗纪公园系列中最出色的角色之一。

## 角色登场

### 侏罗纪世界2
大约九岁的梅茜·洛克伍德初登场时被描绘成本杰明·洛克伍德爵士的外孙女，在其母亲夏洛特死于车祸后被本杰明·洛克伍德爵士收养。本杰明·洛克伍德爵士曾是侏罗纪公园的创建者约翰·哈蒙德博士的商业伙伴。梅茜居住在洛克伍德庄园，由家庭管家艾瑞斯（Iris）照顾。她对恐龙非常着迷并且喜欢通过模仿恐龙来玩耍。尽管本杰明不允许梅茜看她母亲的照片，但她还是对母亲表现出强烈的好奇。
后来，梅茜被欧文·格雷迪训练迅猛龙（包括布鲁）的录像所吸引。随后，她发现了伊莱·米尔斯（Eli Mills）计划拍卖努布拉岛上抢救出来的恐龙，并在发现外祖父本杰明死后感到十分悲痛。在本杰明的相册中，梅茜发现他的女儿小时候样貌与自己一模一样。在本杰明死后，米尔斯成为梅茜的监护人并解雇了艾瑞斯。
当欧文和克莱尔到达洛克伍德庄园时，梅茜认出了视频中的欧文和曾与本杰明会面的克莱尔。欧文和克莱尔与梅茜建立了深厚的感情，并在梅茜的外祖父去世后安慰她。在此期间，梅茜从欧文的行为中将欧文视为自己的代理父亲。作为梅茜的实际监护人，米尔斯在怀疑欧文和克莱尔想要接手照顾梅茜后与二人对峙，并要求梅茜留在他身边。米尔斯告诉他们，梅茜实际上是本杰明已故女儿的克隆体。随后，梅茜在本杰明的豪宅内遭到暴虐迅猛龙的追逐。欧文和克莱尔努力保护梅茜免受暴虐迅猛龙的攻击，并在布鲁的帮助下成功杀死了暴虐迅猛龙。当其他尚未被拍卖出去的恐龙被困洛克伍德庄园内，并受到氰化氢泄漏的威胁时，梅茜作出了选择，将恐龙们放归野外。作为一个克隆人，梅茜同情恐龙并相信它们应该获得自由。最终，欧文和克莱尔收养了梅茜。尽管知道她的出身，但他们还是把她当作一个真实存在的人。

### 梅茜·洛克伍德历险记
作家泰丝·夏普创作的小说《梅茜·洛克伍德历险记》描述了梅茜·洛克伍德在两部电影之间所经历的事。在洛克伍德庄园事件两年后，梅茜与其养父母欧文和克莱尔一起寻找失踪的迅猛龙布鲁，并在露营地结交了一些新朋友。

### 侏罗纪世界3
洛克伍德庄园事件过去四年后，关于梅茜是个克隆人的谣言已经广为流传。而梅茜则是在内华达山脉与欧文和克莱尔过着隐居的生活。他们担心一旦梅茜离开家，就会被人绑架。现年14岁的梅茜对与世隔绝的生活产生了叛逆心理，她会在养父母不知情的情况下偷偷用连帽衫遮住脸骑着自行车去附近小镇上探索社会，并且为了避免被发现而不会在一个地方停留太久。她也因自己是克隆人而陷入了存在感危机，并且好奇地想了解更多关于母亲夏洛特·洛克伍德的事情。当迅猛龙布鲁带着一只幼崽出现在这家人的小屋前时，梅茜给这只幼崽取名为“贝塔”并与它建立起了交流。但后来，梅茜和贝塔都被Biosyn Genetics首席执行官路易斯·道森（Lewis Dodgson）派遣的偷猎手抓获，并带到该公司位于意大利的总部。
在Biosyn，梅茜遇见了亨利·吴博士，后者向她展示了有关夏洛特·洛克伍德的视频。夏洛特曾与索纳岛的科学家们一起生活，后来成为吴博士的遗传学家同事。吴博士向梅茜解释说，夏洛特因车祸去世以及本杰明克隆了夏洛特只是一个由本杰明编造出来以掩盖真相的故事。除了梅茜是夏洛特的克隆人之外，吴博士还向梅茜透露她也是由夏洛特所生，这使得她们俩既是母女关系也是母体与克隆体的关系。夏洛特想要在不需要伴侣的情况下有一个自己的孩子，因此梅茜是由夏洛特操纵自己的卵子后无性繁殖出生的。事实上，夏洛特在梅茜年幼时就因遗传性疾病而去世，但在去世前通过修改梅茜的基因组，成功预防梅茜患上这种遗传疾病。吴博士一直试图复制夏洛特生前的研究，但由于他掌握的研究资料有限，而其余的资料在夏洛特去世后也丢失，导致研究一直未能取得成功。吴博士希望通过研究梅茜被修改后的DNA，并将其与贝塔未被修改的DNA进行比较，以追踪夏洛特的研究，借此从中找到解决Biosyn公司巨型蝗虫威胁全球粮食供应问题的方法。
梅茜逃脱了Biosyn公司的拘禁并遇见了艾伦·格兰特博士和艾莉·萨特勒博士。他们二人正在Biosyn调查巨型蝗虫事件。艾莉透露自己认识夏洛特，并表示她们是在夏洛特作为客座讲师来到艾莉的大学时相识的。艾莉也说自己曾在梅茜还是婴儿时见过她。据艾莉所说，夏洛特非常关心梅茜。在与养父母团聚后，梅茜帮助欧文和艾伦等人从Biosyn设施内找回同样被拘禁的贝塔。梅茜还说服众人带上吴博士，因为她同意让吴博士研究自己和贝塔以解决巨型蝗虫危机。在了解了有关自己过去的真相后，梅茜开心地回到了与欧文和克莱尔的生活中，而贝塔也被送回到了布鲁的身边。

## 制作背景
《侏罗纪世界2》和《侏罗纪世界3》由科林·特雷沃罗共同编剧，他也是《侏罗纪世界3》的导演。他在影片中加入了克隆人的概念，试图探索基因力量在侏罗纪公园电影世界中可能产生的全部影响。他表示：“我们距离克隆人类比克隆恐龙要近得多。对我来说，克隆人类比恐龙更贴近现实。[...]让一个角色拥有如此深厚的爱，却又感到如此失落而无力继续前行，我想这是我们所有人都能感受到的。所以，你也许能用这种方式让某人复活，这种想法在情感上扎根于一种非常普遍的概念中。”
执行制片人史蒂文·斯皮尔伯格支持在片中引入克隆人的概念，并对它在电影续集中可能引发的问题感到兴奋，而特雷沃罗则对观众是否会接受这样的想法感到紧张。据《侏罗纪世界2》导演J·A·巴亚纳介绍，人类克隆体方面的灵感来自已故作家迈克尔·克莱顿，他是1990年出版的小说《侏罗纪公园》以及1995年的续作《失落的世界》的作者。巴亚纳表示：“讲述梅茜的故事就像是在试图了解迈克尔·克莱顿会如何看待我们现在所处的时代。”关于梅茜在洛克伍德庄园宅邸中被暴虐迅猛龙追逐的段落，巴亚纳将该场景比作“童话故事、哥特式故事的经典结局，就像恶龙在塔中追赶公主直到城堡的顶端”。有大约2,500名女孩参加了梅茜一角的试镜，最终伊莎贝拉·瑟蒙获得了这个角色，这也是她的电影首秀。
特雷沃罗一直计划将梅茜设定为夏洛特的女儿，他说“我们必须明白，梅茜不是某个想念她的男人创造出来的”。特雷沃罗表示，他和《侏罗纪世界3》的联合编剧艾米丽·卡迈克尔“确实看到了一个机会，希望能够让这部电影在情感上比它本来可以达到的更加令人满意”。瑟蒙表示没有想过梅茜这一角色会在《侏罗纪世界3》中回归。她很满意自己对《侏罗纪世界3》中梅茜的人物塑造：“她不仅是个克隆人，也是个青少年。她正在努力寻找自己在这个世界中的位置。她正在努力成长……。她不仅仅是一个科学实验品。她是一个人。”为了塑造夏洛特这一形象，特雷沃罗希望利用数码技术让瑟蒙的脸部老化，然后将其添加到替身演员身上。在寻找替身演员的过程中，特雷沃罗遇到了面部特征与瑟蒙十分相似的女演员埃尔瓦·特里尔（Elva Trill）。在听了她的台词后，特雷沃罗对特里尔的表现印象深刻，决定让她出演夏洛特，并放弃了采用数字老化技术的想法。

## 评价
《好莱坞报道》的撰稿人格雷姆·麦克米兰（Graeme McMillan）认为，本杰明和梅茜·洛克伍德的出现“立刻让侏罗纪系列电影的其余部分显得相形见绌。虽然电影中有四处奔跑的恐龙，但显然还有另一位科学家多年来一直在努力克隆真正的人类”。他指出，恐龙是影片的焦点，并认为通过“将克隆的焦点从恐龙身上移开——即使只是为了一个角色，作为一个令人震惊的真相——改变整个系列电影的主题”。
Polygon的本·库切拉（Ben Kuchera）最初推测梅茜可能拥有恐龙DNA，而对于最终的剧情的反转（即梅茜是人类克隆体）感到失望，并认为这个设定不够深入。库切拉在谈到恐龙理论和克隆人揭露时写道，电影“花了很长时间铺垫一个可能是最荒谬的剧情反转，然后在最后一刻放弃了它，转而呈现了一些似乎让电影中的角色都感到无聊的东西”。
MovieWeb的利兹·杨（Liz Young）指出了梅茜与剧中恐龙之间的相似之处，并写道《侏罗纪世界2》“利用梅茜作为克隆人的存在，作为恐龙及其对世界和社会影响的隐喻”。Collider的马特·戈德堡（Matt Goldberg）则认为这部电影，包括其克隆相关的情节，过于可预测了：“这原本应该是一个重大的反转，却因电影本身的愚蠢至极而失去了应有的冲击力，而电影本身似乎认为观众不知道正在发生什么”。他还批评了梅茜在片中释放了恐龙的行为，并写道：“那里有一个通往户外的巨大红色按钮，而这居然是唯一的安全措施。梅茜按下按钮并说：‘它们就像我一样，’所以我猜测梅茜是不是也会吃人并破坏生态系统”。
在谈到梅茜在《侏罗纪世界3》中的角色表现时，/Film的尼克·巴特利（Nick Bartlett）写道：“作为一个将恐龙释放到这个世界上的人，你可能会认为她在这部电影中会有一个有趣的角色弧光，可能会为自己行为的后果而挣扎，或是接受自己的新身份。不幸的是，这一点几乎没有被涉及，她的故事情节最终令人沮丧”。他称瑟蒙的表演“在没有对话的场景中尤其出色”，但认为她的表现“因刻板的角色塑造而受到了影响”，他写道，“她没有任何个性，只是被描绘成一个典型的闷闷不乐的青少年，与她的养父母之间没有任何化学反应”。巴特利特说，“关于她生物学起源真相的曲折情节，虽然本身不错，但却削弱了电影的节奏，基本上只是分散了人们对恐龙的注意力”。
Collider的迈克尔·约翰·佩蒂（Michael John Petty）称赞了瑟蒙的表演，并写道梅茜“被纳入更广阔的侏罗纪世界神话中，是值得庆祝和探索的事情，因为这样一个人物的存在具有许多潜在的科学、社会和社交影响”。然而，他对《侏罗纪世界3》中对这一角色身份的解释感到失望：“我们没有深入了解梅茜真正的内心，而只是知道了她是一个什么样的人”。Screen Rant的托马斯·培根（Thomas Bacon）也对影片中对于梅茜身世的新解释提出了批评。贝基·富勒（Becky Fuller）也发现了梅茜与恐龙布鲁之间的相似性，比如同样的聪慧和具有同理心。同样来自Screen Rant的塞姆·奇达（Saim Cheeda）将梅茜的角色弧评为电影系列中第二佳，他写道，她“从一个受到惊吓的孩子逐渐成长为一个走上延续亲生母亲事业的道路，并最终为吴博士提供了扭转巨型蝗虫问题的手段”。